# Kegon gojūgo-sho emaki
Le Kegon gojūgo-sho emaki (紙本著色華厳五十五所絵巻, « Rouleau des Cinquante-cinq Lieux du sūtra Avatamsaka »), aussi connu sous le nom de Zenzai dōji emaki (善財童子絵巻, « Rouleau de l’enfant Zenzai »), est un emaki japonais datant de la seconde moitié du XIIe siècle, à la fin de l’époque de Heian. Classé trésor national, il est toujours entreposé de nos jours au Tōdai-ji de Nara, centre de l’école Kegon.

## Description
Apparue au Japon depuis environ le VIe siècle grâce aux échanges avec l’Empire chinois, la pratique de l’emaki se diffuse largement auprès de l’aristocratie à l’époque de Heian : il s’agit de longs rouleaux de papier narrant au lecteur une histoire au moyen de textes et de peintures. Ces peintures narratives constituent également un terrain fertile pour le prosélytisme bouddhique, notamment les emaki faisant le récit de la fondation des temples ou de la vie des moines célèbres. Le Kegon gojūgo-sho emaki s’inscrit donc dans ce contexte-là, pendant l’âge d’or de l’emaki (XIIe et XIIIe siècles).
L’emaki illustre le chapitre « Gaṇḍavyūha » du sūtra Avatamsaka (Kegon en japonais) qui narre le pèlerinage du jeune Zenzai (Sudhanakumâra) en Inde. Conseillé par le bodhisattva Monju, Zenzai effectue un pèlerinage dans diverses régions de l’Inde, rencontrant en cinquante-quatre lieux un saint ou un bodhisattva et s’enquérant auprès d’eux du chemin de la salvation. À la fin, il rencontre une seconde fois Manju et le bodhisattva Fugen, puis atteint l’Illumination (l’état de bouddha). Le sūtra Avatamsaka constitue le principal texte de l’école Kegon, en vogue à l’époque de Nara et qui connaît un regain d’intérêt à la fin du XIIe siècle. Les thèmes du pèlerinage et du voyage sont également populaires au Japon depuis le IXe siècle.
Le nombre de lieux et de saints porte à confusion : dans le sūtra, Zenzai ne visite que cinquante-quatre lieux (et cinquante-trois saints ou divinités, car il rencontre Manju deux fois) et non cinquante-cinq ; selon del Alisal et Ackermann, l’erreur dans le titre de l’emaki remonte à la restauration Meiji, où l’œuvre a été classée par l'État.
De nos jours, l’emaki est principalement entreposé au Tōdai-ji de Nara et est classé trésor national. Cependant, certaines parties du rouleau ont été découpées durant la restauration Meiji et dispersées dans diverses collections. Il subsiste également une version datant du XIVe siècle (fin de l’époque de Kamakura) qui s’inspire de l’emaki du XIIe siècle, et dont des fragments montés sous forme de kakemono sont exposés dans divers musées. Le Tōdai-ji, centre de l’école Kegon, ayant été détruit deux fois au cours des siècles, il demeure peu d’œuvres d’art de la secte Kegon.

## Composition et style pictural
L’emaki se compose d’un seul rouleau de papier illustrant chaque étape du pèlerinage de Zenzai. Fait inhabituel au XIIe siècle, chaque section est introduite par un texte écrit dans un cadre au-dessus des peintures, présentant le lieu, le saint ou la divinité rencontré et la scène. Suivant la narration, la composition alterne scènes de paysage et scènes d’intérieur,.
Les tons légers et délicats des couleurs s’inscrivent dans le style yamato-e décoratif de goût typiquement japonais, tandis que l’architecture et les vêtements des personnages sont en revanche de facture chinoise ; Gomi Atsuko a consacré une monographie sur l’étude des costumes dans l’emaki.